# حومة (مقاطعة بيجار)
حومة (بالفارسية: دهستان حومه) هي منطقة سكنية تقع في إيران في قسم. يقدر عدد سكانها بـ 4,081 نسمة .